# Francisco Matarazzo Sobrinho
Francisco Matarazzo Sobrinho, detto Ciccillo (San Paolo del Brasile, 20 febbraio 1898 – San Paolo del Brasile, 16 aprile 1977), è stato un mecenate, imprenditore e politico brasiliano.

## Biografia
Nipote di Francesco Matarazzo, dopo aver diretto diverse aziende fondò nel 1948 il Museo d'Arte Moderna di San Paolo (MAM), inaugurato l'8 marzo 1949, e nel 1951 la Biennale Internazionale d'Arte di San Paolo, ente da lui presieduto fino alla morte. Fu anche uno dei fondatori del Teatro Brasileiro de Comédia (TBC) e della Companhia Cinematográfica Vera Cruz.
Il 17 settembre 1954 il Portogallo gli conferì il titolo di Grande Ufficiale dell'Ordine Militare di Cristo.
Fu sindaco di Ubatuba dal 1964 al 1969, eletto per il Partito Sociale Progressista (PSP).
Fu sposato con Yolanda Penteado, che ebbe al suo fianco nell'opera di mecenatismo, ma la coppia finì poi per separarsi. In seguito si unì in matrimonio con Balbina Martinez de Zayas. Morì nel 1977.